# استانا ساتو
استانا ساتو (القصر الأول) هو المقر الملكي في كوالا تيرينجانو في ماليزيا.

## تاريخه
تم بناء إستانا ساتو من قبل السلطان زين العابدين الثالث، سلطان تيرينجانو في عام 1884 في مجمع كوتا إستانا مازيا، كوالا تيرينجانو. هذا المبنى هو من العمارة التقليدية الماليزية في تيرينجانو، على شكل يسمى "روما تيانج دوا بيلاس". الخشب المستخدم هو خشب السنجال. تم تشييده في مجمع متحف نيجارا في أبريل 1974.

## البناء والتصميم
القصر المُرمم هو عبارة عن منزل خشبي مُصمم للمناطق الاستوائية. يقف سقف القصر المصنوع من القش على ركائز تسمح للهواء بالتدوير بحرية تحت المبنى، ويساعد في الحفاظ على برودة الجزء الداخلي من المنزل. كما تزين نقوش خشبية معقدة الأبواب والنوافذ.
تحتوي قاعة الضيوف في الإستانة على خزانة مصنوعة من الخشب المنحوت المطعم بالذهب ومكتملة بمرآة. تُستخدم الخزانة لتخزين العناصر الزخرفية الصغيرة، ويتم وضع مصباح معلق من السقف، وصينية قدم نحاسية ذات أرجل في قاعة الزوار. تنتشر حصيرة مصنوعة من أوراق المينجكوانج، وهي ميزة ماليزية لتكريم الضيوف، كما يتم تثبيت دروع نحاسية على الجدران اليمنى واليسرى. أما مطبخ الإستانة يتكون من خشب منحوت بزخارف نباتية. تم وضع غطاء طعام مصنوع من أوراق المينجكوانج المنسوجة على الطاولة وصينية نحاسية ترمز إلى فخر وهوية العرق الماليزي، بالإضافة إلى مصباح زجاجي، ويتم تخزين أدوات المطبخ في الخزانة.
يوجد بجوار استانا ساتو اثنان من أعمدة الدفن. يتكون الكيليرينج من جذع شجرة ضخمة من الخشب الصلب، منحوت من الأعلى إلى الأسفل. يوجد على جانبيها مساحة مخصصة لجثث العبيد والأتباع، ومجوفة في الأعلى لوضع الجرة التي تحتوي على عظام الزعيم. يقع الإستانا اليوم على أراضي المتحف الوطني الماليزي.